# Зембинська сільська рада
Зембинська сільська рада (біл. Зэмбінскі сельсавет) — адміністративно-територіальна одиниця в складі Борисовського району розташована в Мінській області Білорусі. Адміністративний центр — Зембин.
Велятичівська сільська рада розташована на межі центральної Білорусі, на північному сході Мінської області орієнтовне розташування — супутникові знимки [Архівовано 6 квітня 2013 у WebCite], на північний захід від районного центру Борисова.
До складу сільради входять 20 населених пунктів:
- Боровляни • Вал • Жерствянка • Зембин • Кам'янка • Кімія • Корсаковичі • Лавники • Лисине • Лисинська Рудня • Любча • Поляни • Попережжя • Сілець • Скуплино • Смолина • Джмелі • Шерстні • Янове.